# Резня в Грэйстиле
Резня в Грэйстил (англ. Greysteel massacre, ирл. Sléacht Rising Sun) — массовое убийство, случившееся вечером 30 октября 1993 в местечке Грэйстил, графство  Лондондерри, Северная Ирландия. Трое боевиков Ассоциации обороны Ольстера открыли огонь в баре во время Хэллоуинской вечеринки. В результате стрельбы погибло восемь гражданских, было ранено тринадцать.
Мотивом для стрельбы, по заявлению ольстерцев, стала месть за взрыв на Шенкилл-Роуд, который случился неделей ранее, 23 октября. Паб, в котором произошла резня, принадлежал ирландским католикам и был местом встреч многих ирландских националистов и республиканцев.

## Предыстория
23 октября 1993 в рыбном магазине на Шэнкилл-Роуд в Белфасте произошёл взрыв бомбы, которую собирали солдаты Временной Ирландской республиканской армии. Бомба сдетонировала преждевременно, в результате чего погибли 10 человек: восемь протестантов-гражданских, боевик Ассоциации обороны Ольстера и один из боевиков ИРА. Целью ИРА было устранение группы лидеров Ассоциации обороны Ольстера, в том числе бригадира Джонни Адера. Два боевика, Томас Бегли и Шон Келли, переодевшись в доставщиков, пытались принести бомбу в посылке, когда она взорвалась. Бегли погиб на месте, с ним взрыв унёс жизни ещё девятерых человек.
Ольстерцы ответили незамедлительно, начав террор против католиков в тот же день: всё началось с того, когда вечером водителя-доставщика обманом заманили в Вернон-Кёрт (Белфаст) и расстреляли его в упор (25 октября от последствий ранений он скончался. 26 октября ольстерцы на Кеннеди-Уэй убили двух католиков и ранили пятерых.

## Планирование
По заявлению газеты Londonderry Sentinel, теракт в Грэйстиле был тщательно распланирован. Организаторами были Билли «Ар-Эс» Макфарленд, командир Северо-Антримской и Лондондеррийской бригад Ассоциации обороны Ольстера, и Брайан Макнилл. Ответственным за стрельбу были назначены Стивен Ирвин, Джеффри Дини и Торренс Найт, боевики Северо-Антримской и Лондондеррийской бригад. Согласно документам уголовного дела, 27 октября в Дерри в доме на Бондс-Плэйс, принадлежавшем Ольстерской демократической партии, всех троих стрелков проинструктировали касаемо их миссии.
Перед началом атаки все трое направились в паб «Райзинг Сан», чтобы ознакомиться с его посетителями и выбрать наилучшие позиции для стрельбы. Торренс Найт превратил дом на Бондс-Плэйс в наблюдательный пункт за пабом и приказал Ирвину и Дини начать тренировку стрельбы.  Ирвин должен был, согласно плану, войти первым с Sa vz. 58 и начать стрельбу до полного опустошения магазина. Пока Ирвин перезаряжал, Дини должен был открыть огонь из пистолета Beretta калибром 9 мм, после чего Ирвин должен был опустошить второй магазин, а Дини продолжал бы стрелять. Найт собирался прикрывать входную дверь и отстреливать нежелательных лиц из обреза.
Для атаки были выбраны два автомобиля. Стрелки собирались подъехать к пабу на Opel Kadett, причём Макнилл должен был вести впереди машину-разведчик. После стрельбы все трое собирались отправиться на «Опеле» в Эглингтон, встретить там Макнилла и поджечь «Опель», чтобы замести следы.

## Резня
Вечером 30 октября три боевика Ассоциации обороны Ольстера (двое из них в синих защитных костюмах и балаклавах) прибыли в Грэйстил к бару «Райзинг Сан». На Хэллоуинской вечеринке присутствовали порядка 70 людей, поэтому ольстерских террористов в масках никто не замечал. Вскоре они достали Sa vz .58 и 9-мм пистолет. Стивен Ирвин с Sa vz. 58 произнёс традиционное хэллоуинское приветствие «Кошелёк или жизнь!» (англ. Trick or treat), после чего открыл огонь. В пабе началась паника, и люди стали разбегаться. Женщины умоляли троих стрелков прекратить пальбу, но те не унимались. В результате были убиты восемь человек: шесть католиков и два протестанта. Опознать стрелков было невозможно даже по одежде, поскольку ни у кого не было отличительных значков. Все трое, злобно рассмеявшись, выбежали к автомобилю Opel Kadett, за руль которого сел Найт. Позднее ходили слухи, что все трое хвастались совершённым делом.
На следующий день «Борцы за свободу Ольстера» заявили о том, что они берут на себя ответственность за взрывы (на самом деле это было имя для прикрытия Ассоциации обороны Ольстера). В своём заявлении террористы сказали, что их «Грэйстилский рейд» стал «продолжением угроз в отношении электората националистов, которые должны заплатить за зверское убийство девяти протестантов в минувшую субботу». Член Западно-Белфастской бригады признался, что организация, однако, просчиталась с датой и временем: в те часы в баре не было кого-то из руководителей ИРА. Впрочем, по его же словам, ольстерские боевики справились со своей задачей.
В отличие от большинства пабов Северной Ирландии, которые были закрыты после террористических актов, «Райзинг Сан» всё ещё работает в Грэйстиле. Однако снаружи здания установлена мемориальная табличка с надписью: «Пусть их жертва станет нашим путём к миру» (англ. May their sacrifice be our path to peace).

## Суды над террористами
В 1995 году Ирвина, Дини и Найта осудили за теракт, причём Найт был ещё осуждён и за резню в Каслроке 1993 года. В 2000 году их условно-досрочно освободили по условиям Белфастского соглашения. Ирвин, однако, не прекратил свою преступную деятельность сразу же вступил в неонацистскую военизированную группировку Combat 18, с которой был как-то связан и Найт В 2005 году Ирвина осудили на четыре года тюрьмы за нападение с ножом на мужчину, однако главная беда была не в этом: Ирвин провалил испытательный срок и фактически получил пожизненное лишение свободы (по подсчётам, ему предстояло отбыть восемь таких пожизненных сроков). В 2006 году он прекратил попытки подавать апелляции на решение суда, но в сентябре 2013 года его освободили после того, как было подано прошение о пересмотре дела.
Ходят слухи, что Найт получал деньги от Королевской полиции Ольстера или MI5, но обвинения в этом он отрицает. В октябре 2007 года начальник полиции Северной Ирландии после расследования заключил, что полиция не могла предотвратить нападение на Грэйстил, и детективы не нашли доказательств, что Найта кто-то мог укрыть от тюрьмы.